# Drain Gang
Drain Gang (Gravity Boys Shield Gang) – wywodzący się ze Szwecji kolektyw muzyczno-artystyczny. Członkowie mieszkają zarówno w Sztokholmie, jak i Bangkoku.

## Historia
Grupa została utworzona w 2013 roku w Sztokholmie. Jej założycielami są Bladee (Benjamin Reichwald), Ecco2k (Zak Arogundade Gaterud), Thaiboy Digital (Thanapat Bunleang) i Whitearmor (Ludwig Rosenberg). Kolektyw zaczął zyskiwać rozgłos na scenie cloud rapowej po serii gościnnych udziałów Bladee’a u podobnego stylistycznie, również tworzącego w stolicy Szwecji, Yung Leana, w ramach mixtape’u „Unknown Death 2002”. W tym samym roku został wydany ich pierwszy projekt, czyli mixtape „GTBSG”.
W 2015 roku Thaiboy Digital został deportowany ze Szwecji w wyniku wygaśnięcia wizy. Od tego czasu prowadzi współprace z resztą grupy zdalnie z Bangkoku. Z tej współpracy narodził się pierwszy kolaboracyjny projekt Drain Gang, czyli EP „AvP” (2016) autorstwa Thaiboya Digitala i Bladee’a. Został całkowicie wyprodukowany przez Whitearmora.
2017 rok przyniósł pierwszy album, w którego tworzeniu brał udział cały kolektyw, czyli „D&G”. Gościnnie udzielił się w nim Yung Lean, a za produkcje poza Whitearmorem odpowiadają dodatkowo Woesum, Gud, Yung Sherman i RipSquadd.
Ostatnim ich wspólnym wydaniem, które ujrzało światło dzienne jest EP „Trash Island” (2019).
W 2021 roku został ogłoszony pierwszy World Tour kolektywu, składający się z 12 koncertów w Europie i 21 w Ameryce Północnej. Terminy europejskiej części trasy zostały przesunięte o kilka miesięcy ze względu na Covid-19. Po eskalacji konfliktu na Ukrainie, imprezy na terenie Rosji zostały odwołane. Koncerty mające odbyć się w Polsce 21 (Warszawa) i 22 (Kraków) czerwca, zostały przeniesione na wrzesień, co zostało usprawiedliwione przez organizatora „nieprzewidzianymi i bezprecedensowymi problemami związanymi z produkcją w całej branży”.
2022 rok wydawniczo przyniósł projekt Ecco2k i Bladee’a: „Crest”, wyprodukowany całkowicie przez Whitearmora. Na albumie znalazł się singiel z 2019 roku „Girls Just Want To Have Fun”.

## Dyskografia

### 2013
- Gravity Boys – „GTBSG” (Mixtape)

### 2014
- Bladee – „Gluee” (Mixtape)
- Bladee – „Into Dust” (Singiel)
- Bladee – „Dragonfly” (Singiel)
- Drain Gang – „GTB Bootleg” (Bootleg)
- Thaiboy Digital – „Tiger” (Mixtape)

### 2015
- Drain Gang – „GTB Bootleg 2” (Bootleg)
- Thaiboy Digital – „Forever Turnt” (Singiel)

### 2016
- Bladee – „Eversince” (Album)
- Bladee – „rip bladee” (EP)
- Bladee & Thaiboy Digital – „AvP” (EP)

### 2017
- Ecco2k – „GT-R” (Singiel)
- Bladee – „Plastic Surgery” (Singiel)
- Bladee – „Destroy Me” (Singiel)
- Bladee & Yung Lean – „Gotham City” (Singiel)
- Thaiboy Digital – „S.O.S.” (EP)
- Drain Gang – „D&G” (Album)
- Bladee – „Working on Dying” (Mixtape)

### 2018
- Ecco2k – „AAA Powerline” (Singiel)
- Bladee – „Decay” (Singiel)
- Yung Lean & Thaiboy Digital – „King Cobra” (Singiel)
- Bladee – „Red Light” (Album)
- Bladee – „Sesame Street” (Singiel)
- Bladee – „Sunset in Silver City” (Singiel)
- Bladee – „Exile” (Singiel)
- Ecco2k – „Beauty Sleep” (Bootleg)
- Bladee – „Icedancer” (Mixtape)

### 2019
- Bladee – „Red Velvet” (Singiel)
- Bladee – „Trash Star” (Singiel)
- Bladee – „All I Want” (Singiel)
- Bladee – „Apple” (Singiel)
- Yung Lean & Thaiboy Digital – „First Class” (Singiel)
- Bladee, Ecco2k – „Vanilla Sky” (Singiel)
- Thaiboy Digital – „Lip Service” (Singiel)
- Thaiboy Digital – „Nervous” (Singiel)
- Drain Gang – „Trash Island” (Mixtape)
- Thaiboy Digital – „IDGAF” (Singiel)
- Thaiboy Digital – „Legendary Member” (Album)
- Ecco2k – „E” (Album)

### 2020
- Bladee & Ecco2k – „Girls Just Want To Have Fun” (Singiel)
- Bladee – „Undergone” (Singiel)
- Bladee – „EXETER” (Album)
- Thaiboy Digital – „Yin & Yang” (Singiel)
- Thaiboy Digital – „Triple S” (Singiel)
- Yung Lean & Bladee – „Opium Dreams” (Singiel)
- Whitearmor & Gud – „Frutta e Verdura” (Singiel)
- Bladee – „333” (Album)
- DJ Billybool – „My Fantasy World” (EP)
- Ecco2k – „Pollen” (Singiel)
- Whiteamor – „'Karma'” (Singiel)
- Bladee & Mechatok – „Drama” (Singiel)
- Bladee & Mechatok – „God” (Singiel)
- Bladee & Mechatok – „Rainbow” (Singiel)
- Bladee & Mechatok – „Good Luck” (Album)

### 2021
- Bladee & Mechatok – „Rainbow (make it double Oklou mix)” (Singiel)
- Bladee & Mechatok – „God (Evian Christ Remix)” (Singiel)
- Ecco2k – „PXE” (EP)
- Bladee & Mechatok – „Grace (SALEM Remix)” (Singiel)
- Bladee & Mechatok – „Drama feat. Charli XCX” (Singiel)
- Bladee & Mechatok – „Good Luck (Deluxe)” (Album)
- Bladee – „The Fool” (Album)
- Whiteamor & Mechatok – „Sunset Beach” (Singiel)
- Varg²™ & Bladee – „SHINIE” (Singiel)

### 2022
- Ecco2k, Bladee – „Amygdala” (Singiel)
- Bladee, Ecco2k – „Crest” (Album)
- Thaiboy Digital – „I’m Fresh” (Singiel)
- Whiteamor – „In the Abyss: Music for Weddings” (Album)[9]